# Киргистан на Светском првенству у атлетици на отвореном 2017.
Киргистан је учествовао на Светском првенству у атлетици на отвореном 2017. одржаном у Лондону од 4. до 13. августа тринаести пут, односно учествовао је под данашњим именом на свим првенствима од 1993. до данас. Репрезентацију Киргистана представљале су 3 атлетичарке које су се такмичиле у 2 дисциплине.,
На овом првенству такмичарке Киргистана нису освојиле ниједну медаљу али су оборили један лични рекорд и остварили 2 најбоља резултата сезоне.

## Учесници
Жене:
- Дарја Маслова — 10.000 м
- Викторија Полиудина — Маратон
- Јулија Андрејева — Маратон

## Резултати

### Жене
| Атлетичарка         | Дисциплина | Лични рекорд | Квалификације | Квалификације | Полуфинале | Полуфинале | Финале       | Финале       | Детаљи |
| Атлетичарка         | Дисциплина | Лични рекорд | Резултат      | Место         | Резултат   | Место      | Резултат     | Место        | Детаљи |
| ------------------- | ---------- | ------------ | ------------- | ------------- | ---------- | ---------- | ------------ | ------------ | ------ |
| Дарја Маслова       | 10.000 м   | 31:36,90 НР  |               |               |            |            | 31:57,23 ЛРС | 17 / 31 (33) |        |
| Викторија Полиудина | маратон    | 2:40:35      | 2:40:28 ЛР    | 42 / 78 (92)  |            |            |              |              |        |
| Јулија Андрејева    | маратон    | 2:30:58      | 2:53:17 ЛРС   | 66 / 78 (92)  |            |            |              |              |        |